# Gisbert Schairt

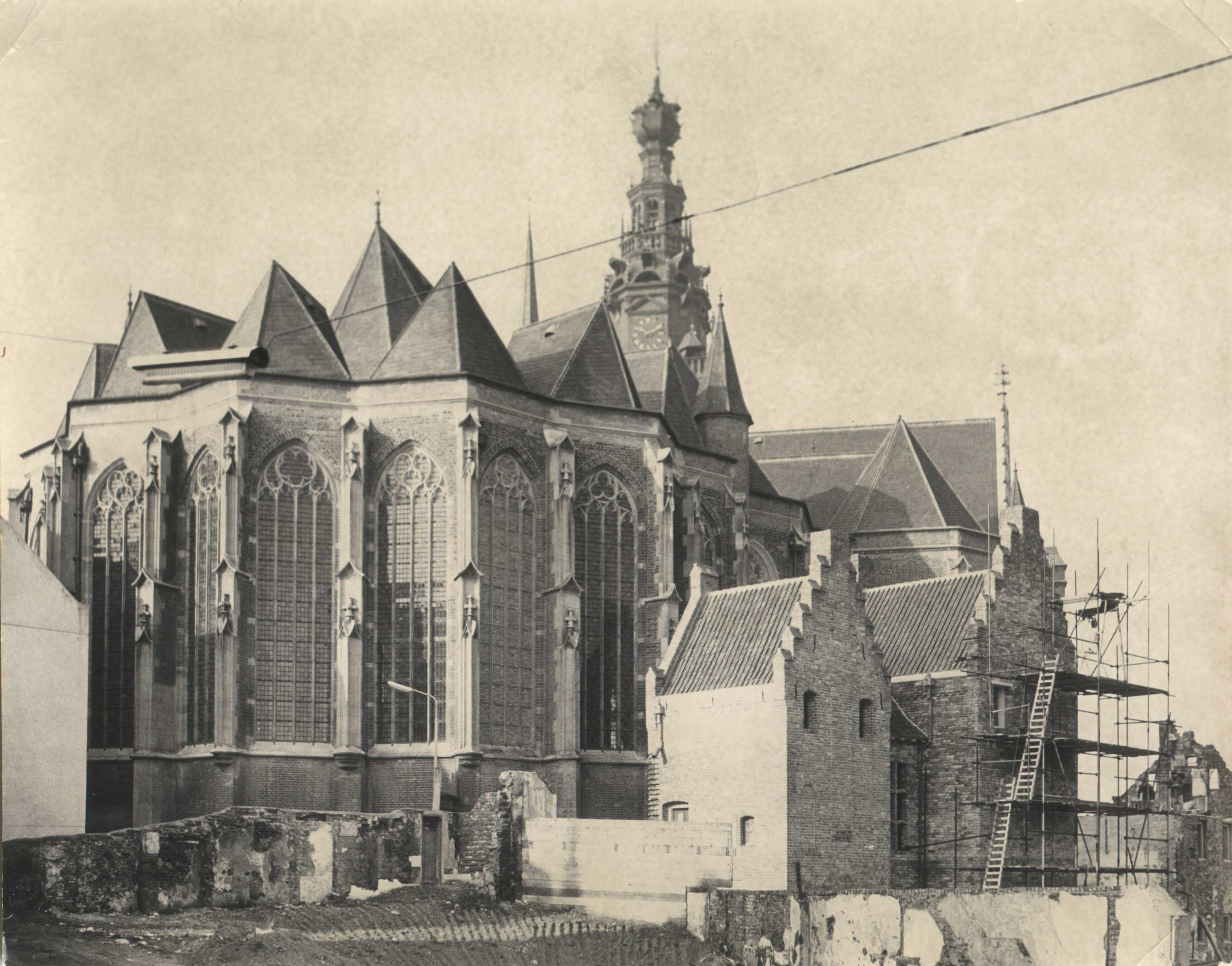
Die Restaurierung der Kanunnikenhuisjes in Nijmeegen, im Hintergrund die St. Stevenskerk (1969)

Gisbert Schairt, auch Schairt van Bommel oder Schairt von Zaltbommel (* um 1380 in Zaltbommel, Herzogtum Geldern (heute Niederlande); † 1452) war ein niederrheinländischer Baumeister der Spätgotik.

## Leben
Um 1380 in Zaltbommel geboren, war Schairt wohl schon 1398 im niederrheinischen Kranenburg ansässig. Dort leitete er den Neubau der Pfarr- und Wallfahrtskirche (Bauzeit 1408–1444). Ab 1406 war er parallel auch in Xanten am Bau des Doms (Gesamtbauzeit 1263–1519) beteiligt, ab 1425 außerdem an der Stevenskerk in Nijmegen. Im Jahr 1440 trat er als Sachverständiger in Kleve und Arnheim auf.

## Werke
- Stifts- und Wallfahrtskirche St. Martin in Kranenburg (Gesamtplanung)
- Stiftskirche St. Viktor in Xanten (Chor)
- Stevenskerk in Nijmegen (Chorumgang)
- St. Maartenskerk in Zaltbommel (Renovierung)